# James Gentle
James Cuthbert Gentle (Brookline, Massachusetts, 1904. július 21. – Philadelphia, Pennsylvania, 1986. május 22.) amerikai válogatott labdarúgó, edző, gyeplabdázó, jégkorongozó, katona és golfozó.
Az amerikai válogatott tagjaként részt vett az 1930-as világbajnokságon.

## Sikerei, díjai
USA
- Világbajnoki bronzérmes (1): 1930